# Тихонова Анна В'ячеславівна
Анна В'ячеславівна Тихонова (нар. 5 липня 1969, Москва) — радянська та російська акторка, кінопродюсерка. Директорка творчо-виробничої студії «Актор кіно».

## Біографія
Ганна Тихонова народилася 5 липня 1969 року у Москві в родині народного артиста СРСР В'ячеслава Васильовича Тихонова та педагогині, перекладачки з французької Тамари Іванівни.
Виросла на Старому Арбаті, де закінчила середню школу № 12 із поглибленим вивченням французької мови. Вступила до ВДІКу, навчалася у творчій майстерні народного артиста СРСР Сергія Бондарчука.
Дебютувала у політичному детективі Ігоря Гостева «Європейська історія», де головну роль відіграв її батько, радянський актор В'ячеслав Тихонов. Потім, з'явилася на екрані в образі дівчини одного з головних героїв, у драмі «Білі ворони», а також — у ролі продавчині універмагу у трагікомедії «У місті Сочі темні ночі».
На початку 1990-х Ганна Тихонова зіграла головні ролі у трагікомедії «Комітет Аркадія Фоміча», бойовику «Мускал», музичній комедії «Закоханий манекен», ліричній драмі «Примари зеленої кімнати», мелодрамі « Політ нічного метелика». Остання картина, у 1993 році здобула шість призів на першому кінофестивалі комерційних фільмів у Мінську. У 1990-х Г. Тихонова знялася в головних ролях у ліричній комедії «Авантюра», кримінальній комедії «Агапе» та мелодрамі «Милий друг давно забутих років».
У 1989 році В'ячеславом Тихоновим та Юрієм Чекулаєвим було засновано творчо-виробничу студію «Актор кіно», де Ганна зайнялася продюсерською діяльністю. Найбільшою роботою, знятою на цій студії, був фільм «Сімнадцять миттєвостей Слави» (2003), присвячений 75-річному ювілею В'ячеслава Тихонова.
Після смерті В'ячеслава Тихонова в 2009 році виступила в пресі зі спогадами про батька, різко негативно поставилася до появи розфарбованої версії культового телесеріалу " Сімнадцять миттєвостей весни ", приймала зусилля щодо збереження та популяризації чорно-білого оригіналу кінокартини.
У 2009 році сім'єю актора разом із ветеранами розвідки було засновано благодійний Фонд імені В'ячеслава Тихонова. Після смерті батька Анна очолила цей Фонд.

## Громадянська позиція
У березні 2022 року підписала звернення на підтримку військового вторгнення Росії в Україну. У травні 2022 року Латвія заборонила Тихоновій в'їзд у країну через підтримку вторгнення та виправдання російської агресії.

## Родина
Батько — В'ячеслав Васильович Тихонов (1928—2009) ― радянський і російський актор кіно і озвучування. Герой Соціалістичної Праці (1982), народний артист СРСР (1974).
Мати — Тамара Іванівна Тихонова (1944—2014), закінчила філологічний факультет МДУ за спеціальністю викладачка французької мови, перекладач, працювала у Совекспортфільм.
Споріднений брат — Володимир В'ячеславович Тихонов (1950—1990), актор, заслужений артист РРФСР.
Чоловік — Микола Георгійович Вороновський (нар. 21 червня 1962), режисер.
- Два сини-близнюки — В'ячеслав Миколайович і Георгій Миколайович (нар. 2005).[4]

## Фільмографія
Актриса:
- 1984 — Європейська історія — Валерія, дочка Лоссера.
- 1988 — Білі ворони — Настя.
- 1988 — Шураві.
- 1989 — У місті Сочі — темні ночі — Жанна Фролова.
- 1990 — Оскаженілий автобус — Наталія Володимирівна, вчителька.
- 1990 — Комітет Аркадія Фомича.
- 1990 — Мускал — Маша
- 1991 — Закоханий манекен — Наташа.
- 1991 — Міцний мужик — Ірина.
- 1991 — Привиди зеленої кімнати — Дженні Вільєрс.
- 1992 — Політ нічного метелика — Олена.
- 1995 — Авантюра — Анна Мельник («Купон»).
- 1996 — Агапе — Марго.
- 1996 — Милий друг давно забутих років... — Маша.

Продюсер:
- 2003 — Сімнадцять миттєвостей Слави (документальний).
- 2005 — Очами вовка.
- 2010 — Нуучча.